# Fleur d'agonie
Fleur d'agonie est un roman de l’écrivain Christine de Rivoyre paru chez Grasset en 1970. Le livre est dédicacé: Pour Alexandre KALDA.

## Résumé
Malou, la trentaine, est mariée à un riche marchand de fourrure. Elle passe avec lui ses vacances dans un club au bord de la mer. Alors que son mari la prend en photo, elle est l'objet de raillerie et d'un geste obscène de la part d'un jeune homme d'allure pauvre. Elle part à sa poursuite sans parvenir à le rattraper. Elle fait la rencontre de Pola et de son fils, Carlos. Ce dernier a pour ami le jeune homme, dont elle apprend le nom : Noel. Elle fait sa connaissance par leur intermédiaire, non sans l'avoir au préalable giflé. Tous ensemble, ils partent en virée et font connaissance. Au retour, elle rejoint Noel, une nuit, sous sa tente. Son mari et elle doivent rentrer à Paris. Il est question de s'y revoir. Il se retrouve, sur fond des événements de mai 68. Noel est engagé au pair, par Pola, et Malou vient le rejoindre dans sa chambre de bonne. Noel, blessé au cours d'une manifestation, sera même hébergé par Malou et son mari. Mais quand Malou lui demande, selon leur code, s’il veut « jouer avec elle », il répond que non. C’est là dessus que le roman se termine.